# Salangane des Moluques
Aerodramus infuscatus
Espèce
Statut de conservation UICN

 LC  : Préoccupation mineure
La Salangane des Moluques (Aerodramus infuscatus, anciennement Collocalia infuscata) est une espèce d'oiseaux de la famille des Apodidae.

## Répartition et sous-espèces
Selon la classification de référence du Congrès ornithologique international (15.1, 2025) :
- A. i.  (Salvadori, 1880) — Moluques du Nord, îles Sangihe et Siau ;
- A. i.  (Stresemann, 1931) — Célèbes ;
- A. i.  (van Oort, 1911) — Buru et Céram.

## Habitat
Elle habite les forêts humides tropicales et subtropicales en plaine et les montagnes humides tropicales et subtropicales.